# اريك سنو
اريك سنو (بالإنجليزية: Eric Snow)‏ هو لاعب اتحاد الرغبي نيوزلندي، ولد في 19 أبريل 1898 في نيلسون في نيوزيلندا، وتوفي في 24 يوليو 1974.